# Ato Institucional n.º 5
O Ato Institucional Número Cinco (AI-5) foi o mais duro dentre os 17 atos institucionais decretados pela ditadura militar nos anos que se seguiram ao golpe de estado de 1964 no Brasil. 
Instituído em 13 de dezembro de 1968, no governo de Artur da Costa e Silva, o AI-5 permitiu a cassação de políticos eleitos nas esferas federal, estadual e municipal, autorizou o presidente da República a intervir nos governos de estados e municípios e permitiu a suspensão de direitos e garantias constitucionais individuais como habeas corpus, entre outras medidas. 
Representou o momento de maior endurecimento da repressão a opositores durante a ditadura militar, que abriu caminho para a institucionalização da tortura, do assassinato e dos desaparecimentos como instrumentos de ação do Estado.

## Contexto histórico
Elaborado em 13 de dezembro de 1968, pelo então ministro da Justiça Luís Antônio da Gama e Silva, o AI-5 entrou em vigor durante o governo do presidente Costa e Silva em reação à crescente mobilização política civil de oposição, verificada em atos como a Passeata dos Cem Mil, na cidade do Rio de Janeiro, que protestou contra o assassinato do estudante Edson Luís de Lima Souto por um integrante da Polícia Militar do Rio de Janeiro. O AI-5 decorreu, também, da decisão da Câmara dos Deputados de negar autorização ao governo para processar criminalmente o deputado federal Márcio Moreira Alves, cujo discurso de 2 de setembro de 1968 irritou as autoridades militares, ao chamar o Exército Brasileiro de "valhacouto de torturadores", instar a população a boicotar os desfiles do 7 de setembro e as mulheres a não se relacionarem com militares.
A expedição do AI-5 representa uma vitória para a ala mais radical dos militares (apelidada de "linha-dura"), que exigia desde 1964 poderes para eliminar opositores por meio de prisões, suspensão de direitos políticos e cassação de mandatos, além de ações extrajudiciais clandestinas como tortura, assassinato e desaparecimentos políticos. Sua primeira medida foi o fechamento do Congresso Nacional por tempo indeterminado, que durou até 21 de outubro de 1969.
Setores defensores do AI-5 alegam que o ato foi decretado como reação a ações armadas da esquerda. Porém, registros históricos demonstram que as ações repressivas adotadas a partir do AI-5 já vinham, em grande medida, sendo implementadas antes. A repressão do regime militar somava 203 denúncias de tortura e 20 mortes antes de completar um ano do golpe de 1964. O livro Tortura e Torturados (1966), de Márcio Moreira Alves, relatou casos ocorridos já em 1964 e teve grande impacto na opinião pública na época de sua publicação. Levantamento da Comissão Nacional da Verdade também confirmou que tortura e assassinatos foram empregados contra opositores desde 1964 – antes, portanto, do início da luta armada de esquerda no Brasil – e não a partir de 1968, como motivação alegada para o AI-5.
Entre os fatos citados como suposta motivação do AI-5, estão 19 mortos por grupos armados de esquerda, dentre os quais o jornalista Edson Régis de Carvalho, quatro policiais militares, um soldado (Mário Kozel Filho) e um sargento (Carlos Argemiro Camargo) e dois militares estrangeiros, Charles Chandler e Otto Maximilian von Westernhagen, acusados de agentes estrangeiros que apoiavam a ditadura.

## Debate para sua aprovação
No dia 13 de dezembro de 1968, quando se discutia a aprovação do AI-5, o então vice-presidente, Pedro Aleixo, foi o único a discordar dos termos do decreto. Dirigindo-se ao presidente Artur da Costa e Silva, ele afirmou:  
"Presidente, o problema de uma lei assim não é o senhor, nem os que com o senhor governam o país; o problema é o guarda da esquina."

— Pedro Aleixo, 13 de dezembro de 1968, ao discutir a aprovação do AI-5
A frase tornou-se simbólica das implicações de certas decisões no incentivo a atos equivocadas em instâncias inferiores e contextos diferentes. A frase foi citada, por exemplo, por Ricardo Lewandowski, ministro do Supremo Tribunal Federal, no julgamento da Ação Penal 470 (Processo do Mensalão), quando recordou que a aplicação de princípios jurídicos estrangeiros como a "teoria do domínio do fato" para condenar José Dirceu (acusado no processo) autorizaria o uso desse mesmo princípio em processos contra outras pessoas nas instâncias judiciais inferiores do país.

## Consequências
As consequências imediatas do Ato Institucional Número Cinco foram:
- O Presidente da República recebeu autoridade para fechar o Congresso Nacional e as Assembleias Legislativas dos estados; esse poder foi usado assim que o AI-5 foi assinado, resultando no fechamento do Congresso Nacional e de todas as Assembleias Legislativas dos estados brasileiros (com exceção de São Paulo) por quase um ano; o poder de fechar forçadamente o Congresso Nacional seria novamente usado em 1977, durante a implantação do Pacote de Abril;[11]
- O Presidente da República e os Governadores dos Estados passaram a assumir, durante os períodos de recesso forçado das legislaturas federais e estaduais, respectivamente, as funções do poder legislativo, impondo ao Presidente e aos Governadores legislar por meio de decretos-leis, que tiveram a mesma força e efeito que as leis aprovadas pelas legislaturas. Esse poder incluiu o poder de legislar emendas constitucionais. Uma emenda constitucional global da Constituição de 1967 do Brasil (já adotada no âmbito da ditadura militar) foi promulgada em 1969 (Emenda Constitucional nº 1, também conhecida como a Constituição de 1969, porque todo o texto alterado e consolidado da Constituição foi reeditado como parte da emenda), sob a autoridade transferida para o Poder Executivo pelo AI-5;
- A permissão para o governo federal, sob pretexto de "segurança nacional", para intervir em estados e municípios, suspendendo as autoridades locais e nomeando interventores federais para dirigir os estados e os municípios;
- A censura prévia de música, cinema, teatro e televisão (uma obra poderia ser censurada se fosse entendida como uma subversão dos valores políticos e morais) e a censura da imprensa e de outros meios de comunicação;[12]
- A ilegalidade das reuniões políticas não autorizadas pela polícia; houve também diversos toques de recolher em todo o país;
- A suspensão do habeas corpus por crimes de motivação política;[13]
- O poder do Presidente da República de destituir sumariamente qualquer funcionário público, incluindo políticos oficialmente eleitos e juízes, caso fossem subversivos ou não-cooperativos com o regime. Este poder foi amplamente utilizado durante o regime militar para desocupar os assentos dos membros do partido de oposição (MDB) no poder legislativo, de modo que as eleições fossem realizadas como de costume, mas a composição do legislativo resultante das eleições era dramaticamente alterada pela cassação de mandatos de parlamentares da oposição. Isso, de facto, transformou o Congresso Nacional, as Assembleias Legislativas e as Câmaras de Vereadores em um "carimbo de aprovação" das elites militares. A cassação dos mandatos de parlamentares da oposição também afetou a composição do Colégio Eleitoral do Presidente da República (sob a Constituição de 1967 e a emenda de 1969, adotadas sob o regime militar, o Presidente era escolhido por um colégio eleitoral constituído por todo o Congresso Nacional e de delegados escolhidos pelas Assembleias Estaduais). Assim, não só as eleições para o Poder Executivo foram indiretas, mas as vagas criadas na composição dos órgãos legislativos afetaram a composição do Colégio Eleitoral, que também se tornaram subordinados aos militares;
- O poder do Presidente de decretar a suspensão dos direitos políticos dos cidadãos considerados subversivos, privando-os por até dez anos da capacidade de votação ou de eleição;
- A legitimidade instantânea de certos tipos de decretos emitidos pelo Presidente, que não foram sujeitos a revisão judicial. De acordo com essas disposições, os Atos Institucionais, e qualquer ação baseada em um Ato Institucional (como um decreto que suspende direitos políticos ou remove alguém do cargo), não estavam sujeitas a revisão judicial.

## Signatários
O ato institucional foi assinado, na ordem em que os nomes aparecem no documento oficial, por:
- Costa e Silva
- Luís Antônio da Gama e Silva
- Augusto Rademaker
- Aurélio de Lira Tavares
- José de Magalhães Pinto
- Antônio Delfim Netto
- Mário Andreazza
- Tarso Dutra
- Ivo Arzua Pereira
- Jarbas Passarinho
- Leonel Tavares Miranda de Albuquerque
- Márcio de Sousa Melo
- José Costa Cavalcanti
- Edmundo de Macedo Soares e Silva
- Hélio Beltrão
- Afonso Augusto de Albuquerque Lima
- Carlos Furtado de Simas

## Dissidentes no partido governista
Um grupo de senadores da ARENA, o partido criado para apoiar a ditadura, discordou enfaticamente da medida adotada pelo presidente Costa e Silva. Liderados por Daniel Krieger, assinaram um manifesto de discordância. Dentre os assinantes do manifesto estavam os seguintes nomes: Gilberto Marinho, Milton Campos, Carvalho Pinto, Eurico Resende, Manuel Cordeiro Vilaça, Wilson Gonçalves, Aluísio Lopes de Carvalho Filho, Antônio Carlos Konder Reis, Ney Braga, Rui Palmeira, Teotônio Vilela, José Cândido Ferraz, Leandro Maciel, Vitorino Freire, Arnon de Melo, Clodomir Millet, José Guiomard, Valdemar Alcântara e Júlio Leite.[carece de fontes?]

## Fim do AI-5
Em 13 de outubro de 1978, no governo Ernesto Geisel, foi promulgada a emenda constitucional nº 11, cujo artigo 3º revogava todos os atos institucionais e complementares que fossem contrários à Constituição Federal. Diz a emenda: "ressalvados os efeitos dos atos praticados com bases neles, os quais estão excluídos de apreciação judicial", restaurando o habeas corpus. A emenda constitucional entrou em vigor no dia 1 de janeiro de 1979, como parte da abertura política iniciada em 1974.